# Chomiczek rumuński
Chomiczek rumuński, chomik rumuński (Mesocricetus newtoni) – gatunek ssaka z podrodziny chomików (Cricetinae) w obrębie rodziny chomikowatych (Cricetidae).

## Zasięg występowania
Chomiczek rumuński występuje na obszarach Dolnego Dunaju w północnej Bułgarii i południowo-wschodniej Rumunii między obwodem Montana a Morzem Czarnym.

## Taksonomia
Gatunek po raz pierwszy zgodnie z zasadami nazewnictwa binominalnego opisał w 1898 roku niemiecki zoolog i paleontolog Alfred Nehring nadając mu nazwę Cricetus newtoni. Holotyp pochodził z Szumen we wschodniej Bułgarii.
We wcześniejszych ujęciach systematycznych M. newtoni był uważany za podgatunek M. brandti. Charakteryzuje się ubarwieniem i unikalnym kariotypem (2n = 38). M. newtoni i M. brandti mają ostatniego wspólnego przodka. Autorzy Illustrated Checklist of the Mammals of the World uznają ten takson za gatunek monotypowy.

### Etymologia
- Mesocricetus: gr. μεσος mesos „środkowy, pośredni”; rodzaj Cricetus Leske, 1779 (chomik)[9].
- newtoni: prof. Alfred Newton (1829-1907), brytyjski zoolog (ornitologia) urodzony w Niemczech[10].

## Morfologia
Długość ciała (bez ogona) 135–160 mm, długość ogona 17–24 mm; masa ciała 60–130 g. 

## Ekologia
Chomiczek rumuński żyje w trybie nocnym, także mieszka samotnie w zrobionych przez siebie norach. Jego pokarmem są nasiona, rośliny strączkowe, warzywa, zakorzenione i trawy, ale także owady. Przenosi swoje jedzenie z elastycznych torebek policzkowych do komór żywności. Młode Mesocricetus newtoni osiągają dojrzałość płciową po 56-70 dni życia. Ciąża chomiczka rumuńskiego trwa około 15 dni, a w miocie jest 1-12 młodych.

## Ochrona
Chomiczek rumuński figuruje na Czerwonej Liście IUCN jako gatunek bliski zagrożenia, co wynika przede wszystkim ze spadku liczebności jego populacji. W Bułgarii gatunek ten podlega ochronie na podstawie przepisów Ustawy o Różnorodności Biologicznej, a obszary jego występowania zostały włączone do europejskiej sieci chronionych siedlisk Natura 2000.